# Stridsvagn m/42
A Stridsvagn m/42 vagy Strv m/42 egy svéd közepes harckocsi volt a második világháború idején.

## Fejlesztés
Az Strv m/42 a Lago harckocsi módosításaiból eredt, amely egy 37 mm-es ágyúval és három gépágyúval volt felszerelve, amelyet az 1930-as évek végén a Magyar Honvédség részére gyártottak. A svéd hadseregnek egy nagyobb és erősebb harckocsira volt szüksége mint a Lago, amely alkalmas páncélozott járművek elleni harcra. 
Az Strv m/42 sebességváltója nem működött megfelelően, és ezeket a harckocsikat m/42 TH néven újjáépítették, vagy új mechanikus sebességváltót szereltek beléjük.

## Gyártás
1941 novemberében 100 darab Strv m/42-t rendeltek. 
Valamennyi jármű elektromágneses sebességváltóval rendelkezett. 1942 januárjában további 60 darab Strv m/42-t rendeltek, 
ezt a tételt a Volvo liszensze alapján építették. Az első 55 járművet iker Scania-Vabis L/603 motorral, a további ötöt pedig az új Volvo A8B motorral szerelték fel.
1943 áprilisa és 1945 januárja között 282 darab Strv m/42-t szállítottak le, amelyek közül 180 darabot a Landsverk, 102-t a Volvo gyártott le.
225 harckocsi Scania motorral volt felszerelve, a másik 57 pedig Volvo motort kapott. 
1957 és 1960 között Stridsvagn 74 harckocsikká és EH járművekké építették át őket.

## Változatai
- Strv m/42 TM: két Scania-Vabis L/603 motorral és egy ZF elektromágneses sebességváltóval rendelkezett. 1943-tól 1944-ig gyártották.
- Strv m/42 TH: két Scania-Vabis L/603 motorral és egy Atlas Diesel hidraulikus sebességváltóval rendelkezett. 1944-ben gyártották.
- Strv m/42 EH: egy Volvo A8B motorral és egy Atlasz Diesel hidraulikus sebességváltóval rendelkezett. 1944-től 1945-ig gyártották.
- Strv m/42 TV: két Scania-Vabis motorral és egy Volvo mechanikus sebességváltóval rendelkezett. 1948-ban gyártották.

## Szolgálat
Az Strv m/42 harckocsit a következő páncélos egységeknél használták
- P 1/Enköping - Gotland stridsvagnskompani
- P 2/Helsingborg
- P 3/Strängnäs
- P 4/Skövde

Az 1950-es években már elavultnak számítottak, és a korszerűbb Stridsvagn 81-el váltották le őket.

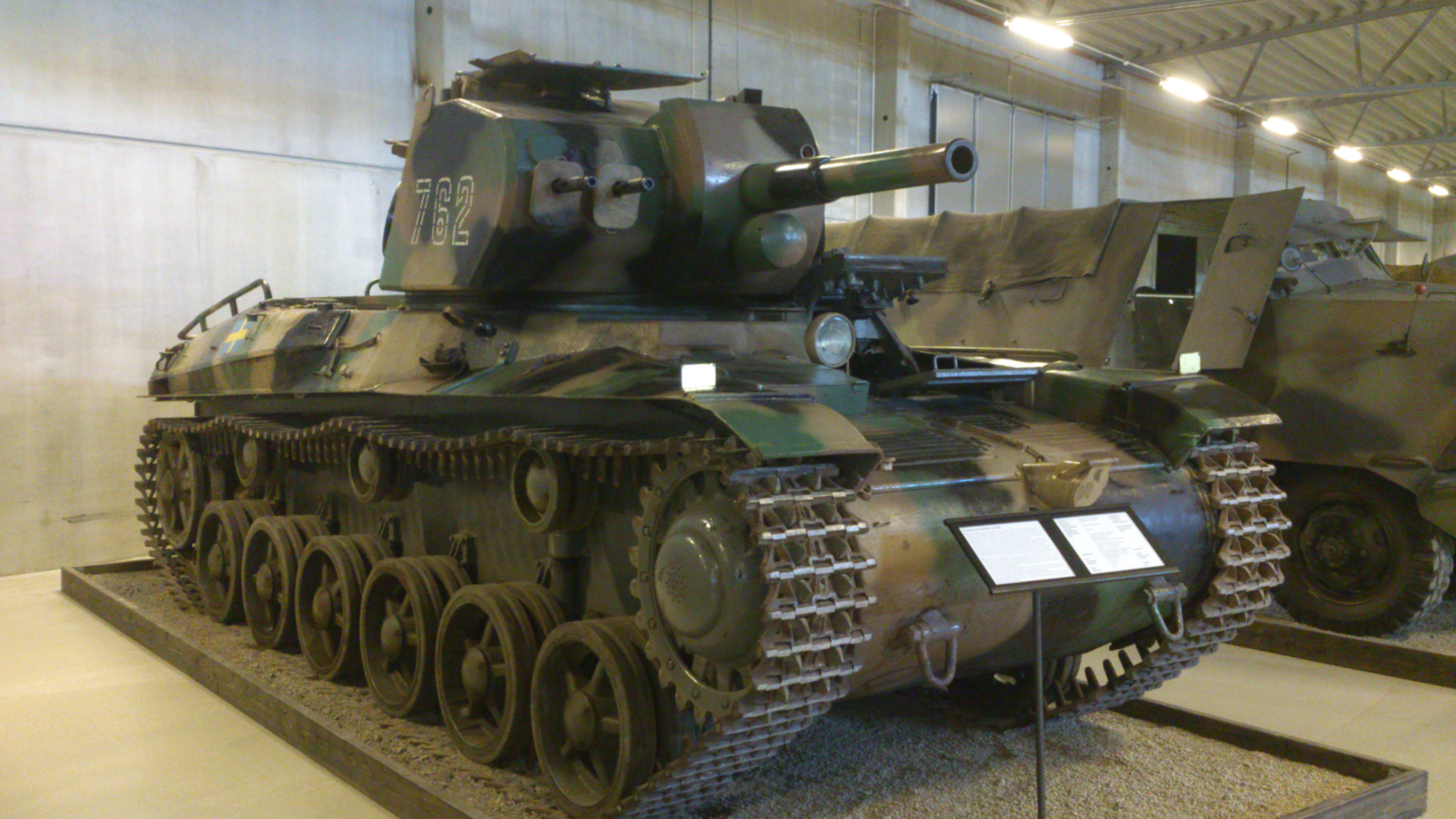
Strv m/42 a Svéd Harckocsimúzeumban